# Enallagma eiseni
Enallagma eiseni är en trollsländeart som beskrevs av Philip Powell Calvert 1895. Enallagma eiseni ingår i släktet Enallagma och familjen dammflicksländor. Inga underarter finns listade i Catalogue of Life.